# Balta picea
Balta picea es una especie de cucaracha del género Balta, familia Ectobiidae.

## Distribución
Esta especie se encuentra en China.